# Vlag van Vanuatu

Vlag van Vanuatu (ratio 3:5)

Marinevlag van Vanuatu

De vlag van Vanuatu werd aangenomen op 13 februari 1980, ruim vijf maanden voordat het eilandengebied een zelfstandige staat werd. De standaard nationale vlag, die dienstdoet als civiele vlag, staatsvlag en oorlogsvlag te land, bestaat uit een rode en een groene horizontale baan die door een zwarte trechtervormige baan van elkaar gescheiden worden. De marinevlag bestaat uit een wit veld met in het kanton de nationale vlag.

## Symboliek
Een parlementaire commissie koos het uiteindelijke ontwerp uit inzendingen van lokale kunstenaars. De kleuren in de vlag zijn afkomstig van de kleuren van de Vanuaaku Party: rood, groen, zwart en geel.
De vier kleuren hebben elk een symbolische betekenis: groen staat voor de rijkdommen op de eilanden, rood staat voor het bloed van mensen en wilde zwijnen (zie hierna), zwart staat voor het Melanesische volk en geel voor de zonneschijn. Het figuur aan de linkerkant is een slagtand van een wild zwijn, in Vanuatu een symbool van welzijn. In de staart staan twee takken van een inheemse varen, de namele, een symbool van vrede.
De gele Y-vorm heeft twee functies: zij moet het zwart benadrukken en het licht van het evangelie boven de eilanden in de Grote Oceaan symboliseren (van de inwoners van Vanuatu is ongeveer 75% christelijk).

## Ontwerp
De vlag heeft een hoogte-breedteverhouding van 3:5. Van de hoogte van de vlag wordt bij het uiteinde 39/95 ingenomen door de rode baan en evenzoveel door de groene baan. De gele baan neemt 5/95 in. Van de breedte wordt 84/180 ingenomen door de driehoekachtige zwarte vorm.
De kleuren zijn als volgt gedefinieerd in de Pantone-codering:
- rood: 186C;
- geel: 116C;
- groen: 347C.

## Historische vlaggen
Tussen 1889 en 1906, onder Anglo-Frans bestuur, was een witte en rode verticale tweekleur met een blauwe rechthoek met 5 sterren in het midden in gebruik. Daarna gebruikte het Britse bestuur van het New Hebrides Condominium tot 1980 een Blauw vaandel met een embleem in het vliegende gedeelte. Het embleem stelde een kroon voor - de Kroon van Tudor tot 1953, daarna de Kroon van Sint-Eduard - omringd door de woorden New Hebrides in een witte volle cirkel. De commissaris had zijn eigen Union Jack met hetzelfde embleem omkranst in het midden. Het Franse bestuur gebruikte de vlag van Frankrijk.
Speciaal ontworpen vlaggen werden gebruikt op de Pacifische Spelen in 1963 en 1966.

? Vlag van de Anglo-Franse Joint Naval Commission (1887-1906)
? Vlag van de Nieuwe Hebriden (1906-1953, met de Kroon van Tudor)
? Vlag van de Britse Resident Commissioner (1906-1953, Tudor Crown)
? Vlag van de Nieuwe Hebriden (1953-1980, met Kroon van Sint-Eduard)
? Vlag van de Britse Resident Commissioner (1953-1980, St Edward's Crown)
? Vlag van de Vrije Fransen administratie van de Nieuwe Hebriden (1940-1944)
? Vlag waarvan wordt bevestigd dat deze is gebruikt in de 1963 South Pacific Games
? Vlag waarvan wordt bevestigd dat deze wordt gebruikt in de 1966 en 1971 South Pacific Games
? Donkerblauwe versie getuigd ten tijde van de 1969 South Pacific Games
Vlag van de kortstondige Republiek Vemerana (1980)
Vlag van de voorlopige regering van Vanuatu onder leiding van Vanua'aku Pati